# 汤岗子街道
汤岗子镇，是中华人民共和国辽宁省鞍山市千山区下辖的一个乡镇级行政单位。

## 行政区划
汤岗子镇下辖以下地区：
泉东社区、汤岗子村、靛池沟村、正汤河村、老虎屯村和大龙岭村。